# ویرجینیا کارنز
ویرجینیا کارنز (انگلیسی: Virginia Karns؛ ‏ ۳۰ مهٔ ۱۹۰۷ – ۲۱ ژوئن ۱۹۹۰) بازیگر اهل ایالات متحده آمریکا بود.
از فیلم‌هایی که وی در آن نقش داشته‌است، می‌توان به بچه‌ها در شهر اسباب‌بازی اشاره کرد.